# دیماکو
دیماکو (به انگلیسی: Diemaco)، یک شرکت اسلحه‌سازی در کانادا است که در سال ۱۹۷۴ تأسیس شده‌است.

## تاسیس
دیماکو در کیچنر در کانادا مستقر است. در سال ۲۰۰۰ این شرکت توسط شرکت هوافضای کانادایی هروکس-دوتک تصاحب شد. در ۲۰ می ۲۰۰۵ این شرکت توسط صنایع دفاعی کلت به ارزش ۱۸.۲ میلیون دلار خریداری شد.

## محصولات
این شرکت خانواده تفنگ های سی ۷ را تحت مجوز شرکت تولیدی کلت تولید می کرد.